# Benetton Rugby Treviso 2020-2021
Questa voce raccoglie le informazioni riguardanti la Benetton Rugby Treviso nelle competizioni ufficiali della stagione 2020-2021.

## Stagione
La Benetton Rugby partecipa all'ultima stagione di Pro14 che, a causa delle restrizioni dovute alla pandemia di COVID-19, non vedrà la presenza delle due squadre sudafricane e avrà alcune partite annullate causa positività di almeno una delle due squadre al contagio da Sars-Cov-2. La stagione regolare vedrà la Benetton al 6º e ultimo posto del suo girone, e la squadra trevigiana non troverà mai la vittoria in campionato. In Challenge Cup Treviso raggiunse i quarti di finale, perdendo lo scontro con Montpellier per 31-25.
Nel 2021 si tenne l'unica edizione della Pro14 Raimbow Cup, che vide vincere la Benetton Treviso che sconfisse in finale i Bulls per 35-8, ottenendo il primo trofeo internazionale in assoluto per una squadra italiana.

## Pro14 2020-21

### Stagione regolare
| Incontro                    | Risultato |
| --------------------------- | --------- |
| Ulster — Benetton           | 35-24     |
| Benetton — Leinster         | 25-37     |
| Benetton — Scarlets         | 3-10      |
| Connacht — Benetton         | 31-14     |
| Benetton — Munster          | 16-18     |
| Cardiff Rugby — Benetton    | 22-5      |
| Ospreys — Benetton          | 24-22     |
| Benetton — Dragons          | 19-26     |
| Zebre — Benetton            | 22-18     |
| Benetton — Zebre            | 15-24     |
| Glasgow Warriors — Benetton | 46-25     |
| Scarlets — Benetton         | 41-17     |
| Benetton — Connacht         | 17-19     |
| Edimburgo — Benetton        | 0-0       |
| Benetton — Cardiff Rugby    | 14-29     |
| Munster — Benetton          | 31-17     |

#### Risultati della stagione regolare -conferenceB
| Posizione | G  | V | N | P  | PF  | PS  | DP   | B | Pt |
| --------- | -- | - | - | -- | --- | --- | ---- | - | -- |
| 6ª        | 16 | 0 | 1 | 15 | 251 | 415 | -164 | 7 | 7  |

## European Rugby Challenge Cup 2020-21

### Prima fase
| Incontro                  | Andata | Ritorno |
| ------------------------- | ------ | ------- |
| Stade français — Benetton | 20-44  | N.D.    |
| Benetton — Agen           | 0-28   | N.D.    |

#### Risultati della prima fase
| Posizione | G | V | N | P | PF | PS | DP | B | Pt |
| --------- | - | - | - | - | -- | -- | -- | - | -- |
| 7ª        | 2 | 1 | 0 | 1 | 44 | 48 | -4 | 1 | 5  |

### Fase a eliminazione diretta
| Turno | Incontro               | Risultato |
| ----- | ---------------------- | --------- |
| OF    | Benetton — Agen        | 29-16     |
| QF    | Montpellier — Benetton | 31-25     |

## Pro14 Rainbow Cup

### Stagione regolare
| Incontro                    | Risultato |
| --------------------------- | --------- |
| Benetton — Glasgow Warriors | 46-19     |
| Zebre — Benetton            | 20-25     |
| Benetton — Zebre            | 34-27     |
| Benetton — Connacht         | 20-12     |
| Ospreys — Benetton          | 0-0       |

#### Risultati della stagione regolare
| Posizione | G | V | N | P | PF  | PS | DP  | B | Pt |
| --------- | - | - | - | - | --- | -- | --- | - | -- |
| 1ª        | 5 | 4 | 1 | 0 | 125 | 78 | +47 | 2 | 22 |

### Finale
| Incontro         | Risultato |
| ---------------- | --------- |
| Benetton — Bulls | 35-8      |

## Verdetti
- Benetton Rugby vincitore della Rainbow Cup